# 弦楽四重奏曲第8番 (ベートーヴェン)
弦楽四重奏曲 第8番 ホ短調 作品59-2（げんがくしじゅうそうきょく だい8ばん ホたんちょう さくひん59-2）は、ルートヴィヒ・ヴァン・ベートーヴェンが1806年に作曲した弦楽四重奏曲。ベートーヴェンはラズモフスキー伯爵によって弦楽四重奏曲の依頼を受けた。そのようにして作曲された3曲の弦楽四重奏曲はラズモフスキー伯爵に献呈され、ラズモフスキー四重奏曲という名で親しまれるようになった。これはその2曲目に当たるのでラズモフスキー第2番と呼ばれる。

## 概要
これらの3曲は作品18の6曲とは作風・スケールなどによって大きな隔たりを持つ。形式の拡大、徹底した主題労作や統一、またロシア民謡の採用もみられ、今までにない異例の長大さを示す。それはもはや室内楽の規模ではなく、交響的な音世界を表現している。この第2番はその中でもいくらか小規模なものであり、全楽章がソナタ形式であった第1番に比べると、第2楽章に緩徐楽章、第3楽章にスケルツォ、第4楽章にロンド・ソナタ形式というように簡潔なソナタの形となっている。3曲のなかで唯一短調を採り、形式が圧縮された内省的なものである。

## 曲の構成
第1楽章 Allegro
ホ短調、8分の6拍子。ソナタ形式。第1主題は和音連打に始まり、線的で断片的な旋律が続く。第1主題の提示の後、それがすぐにナポリ調のヘ長調で繰り返される点は、ベートーヴェン中期の特徴も一つである。展開部と再現部の繰返し指定がある。
第2楽章 Molto Adagio 深い感情をもって
ホ長調、4分の4拍子。ソナタ形式。チェルニーは、この楽章はベートーヴェンが星のきらめきを想像して書いたと伝えている。和声的な第1主題と、いくらか律動的な第2主題からなり、それはどちらも非常に感慨深いが、ここでも主題労作の技法は有効的に用いられている。途中に「運命」の動機が現れ、展開部で繰り返される。
第3楽章 Allegretto
ホ短調、4分の3拍子。スケルツォ。主部はリズミカルであり、Maggiore（ホ長調）の中間部はロシア民謡の旋律が使われている。なおその旋律は後にムソルグスキーがオペラ「ボリス・ゴドゥノフ」において、リムスキー＝コルサコフが『皇帝の花嫁』第1幕第3場で、チャイコフスキーが『マゼッパ』第3幕の前奏曲（「ポルタヴァの戦い」）で、アントン・アレンスキーが弦楽四重奏曲第2番第3楽章で、ラフマニノフがピアノ連弾のための6つの小品第6曲で、それぞれ使用した。
第4楽章 Presto
ホ短調、2分の2拍子。ロンドソナタ形式。主題はホ短調であるが、明確にハ長調によって開始され、ユニークである。よって第1主題の再現の際には必ずハ長調への解決が導かれる。第2主題はロ短調を採るが、全体はきわめてコンパクトに有機的にまとめられ、無駄がない。コーダはPiu Prestoとなり加速し、力強くホ短調のまま終わる。